# 森トラスト
森トラスト株式会社（もりトラスト、Mori Trust Co, Ltd.）は、東京都港区虎ノ門の神谷町トラストタワーに本社を置くデベロッパーである。会長は森ビル創始者である森泰吉郎の三男の森章。かつては次男の稔が社長を務める森ビルグループであり、父の死後の1999年に分離し、経営面ではそれぞれ独立することになった。
形式的には後述する持株会社森トラスト・ホールディングスの傘下企業となっているが、企業の実態としては実質同一であり、森トラストが森トラスト・グループの中心企業となっている。

## 概要
都市開発や不動産の所有・賃貸・管理を主な事業内容としており、丸の内トラストシティや東京汐留ビルディング、城山ガーデン（旧・城山ヒルズ）、御殿山トラストシティ（旧・御殿山ヒルズ→御殿山ガーデン）、赤坂ツインタワー（改築中）、仙台トラストシティなどの運営管理を行っている。また、登記上は持株会社、森トラスト・ホールディングスの傘下にあるものの、森トラストグループの実質的な中核企業、親会社としても機能している。
ホテル事業に積極的で、以前から所有していたラフォーレ倶楽部、万平ホテルに加えて、2003年（平成15年）にはヨコハマグランドインターコンチネンタルホテルに資本参加、2005年（平成17年）にはコンラッド東京を開業、さらに2009年（平成21年）にはシャングリ・ラホテル東京を開業している。その他にもホテルオークラ、リーガロイヤルホテル、藤田観光などへも資本参加している。
商業施設では、2001年（平成13年）にパルコに、2002年（平成14年）からロフトにそれぞれ資本参加していたが、ロフトについては2007年（平成19年）3月に保有するロフト株を全てミレニアムリテイリングに売却。さらにパルコについても2012年（平成24年）3月に保有する全株式をJ.フロント リテイリングに売却したことから、商業施設運営からは事実上撤退した。
2007年4月18日には、資金難となっていたアイピーモバイルに資本参加（株式の69.23%を株式会社マルチメディア総合研究所から取得）していたが、同年7月13日には株式のすべてを米国・NextWave Wireless社へと売却することを発表した。その後アイピー社は経営の混乱の末、結局事業を断念するに至った（同社の記事参照）。
2012年2月には、分譲マンション大手の日本エスリードの株式の32.3%を取得し、同社と資本業務提携を結んだ（2013年3月に連結子会社化）。
同社は、東京国税局の税務調査で、土地評価をめぐり約400億円の申告漏れを指摘されたが、同社は東京国税不服審判所に異議を申し立て、同審判所は課税処分を全額取り消していたことが、2015年6月に明らかになった。

## 沿革

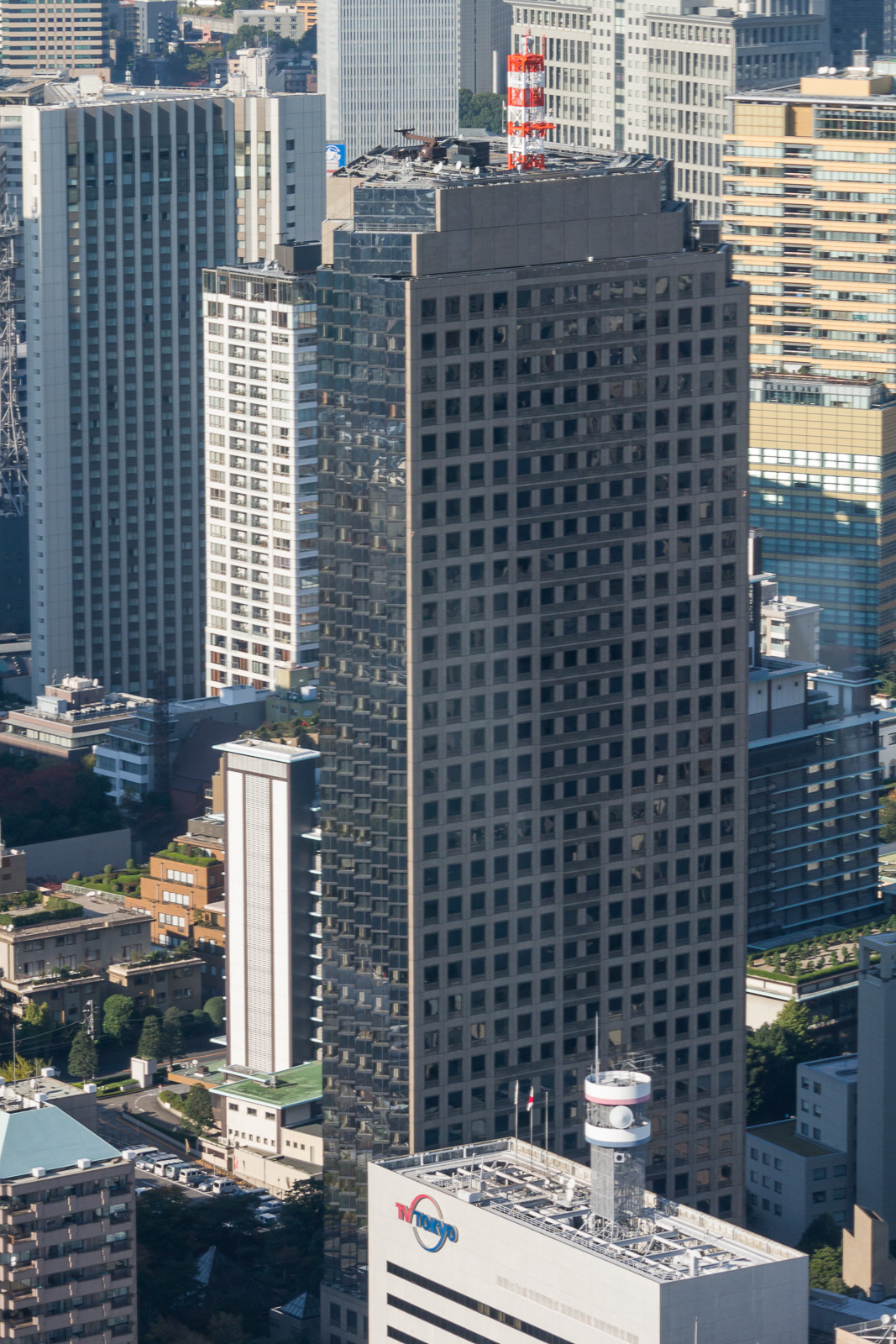
城山トラストタワー

1970年（昭和45年）6月10日に、森ビルグループの、森ビル開発株式会社として設立され、1999年（平成11年）9月に森ビルグループから分離独立した際に、現在の森トラスト株式会社に改名された。
グループ独立時の主要3社は、森トラスト株式会社（旧・森ビル開発）、森観光トラスト株式会社（旧・森ビル観光）、森産業トラスト株式会社（旧・森ビル産業）であるが、森産業トラストは、2003年（平成15年）8月に森トラストに吸収合併されている。また、森観光トラスト（1973年設立）も、2006年（平成18年）4月1日に施設運営部門を会社分割で森観光トラスト株式会社（2006年設立、現・森トラスト・ホテルズ&リゾーツ）を新設して、森観光トラスト資産管理株式会社となった後、同年10月1日に森トラストに吸収合併されている。
2002年（平成14年）から、森ビルとの違いを明確化するために、所有するビル名から森ビルグループと共同で使用してきた「ヒルズ」「森ビル」の文字を外しており、原則としてオフィスには「トラストタワー」「MTビル」を、住宅棟には「トラストコート」「MTコート」を使うようにしている（例：仙台東口の仙台森ビルも、現在は仙台MTビルとなっている）。
2018年（平成30年）9月5日に、三菱地所が実施したアーバンライフ株式会社 （東京証券取引所市場第二部）に対する株式公開買付けが成立し、アーバンライフは9月10日付で森トラストグループから離脱した。

## 歴代社長
| 代 | 氏名       | 在任期間        | 出身校                                 | 備考 |
| -- | ---------- | --------------- | -------------------------------------- | ---- |
| 1  | 森泰吉郎   | 1970年 - ?年    | 東京商科大学（現・一橋大学）           |      |
| ?  | 森稔       | 1987年 - 1993年 | 東京大学教育学部社会教育学科           |      |
| ?  | 森章       | 1993年 - 2016年 | 慶應義塾大学経済学部                   |      |
| ?  | 伊達美和子 | 2016年 -        | 慶應義塾大学大学院政策・メディア研究科 |      |

## 森トラスト・ホールディングス
森トラストグループの持株会社。初めは1951年（昭和26年）、森ビルの創業者である森泰吉郎が、泰成株式会社として設立した。
森泰吉郎が逝去したのち、1999年（平成11年）、森ビルグループのうち旧:泰成傘下の企業群は分裂して独立した。翌2000年（平成12年）、泰成は、「森トラストグループ本社」と社名変更し、更に2005年（平成17年）7月1日、持株会社であることを明確にするため、現在の「株式会社森トラスト・ホールディングス」に変更された。

### 現在の主要子会社
- 森トラスト株式会社
- 株式会社森トラスト・ホールディングス （親会社）
- 森トラスト・ビルマネジメント株式会社
- 森トラスト・ホテルズ&リゾーツ株式会社
- 株式会社万平ホテル - 1997年2月から
- MT&ヒルトンホテル株式会社 - 2004年10月から
- サンマリーナ・オペレーションズ株式会社 - 2016年12月から。サンマリーナホテルを運営する。
- MTゴルフ開発株式会社
- フォレセーヌ株式会社
- 森トラスト・レジデンシャルサービス株式会社
- エスリード株式会社 - 2013年3月から（東京証券取引所市場第一部）
- エスリード管理株式会社
- 綜電株式会社
- イー・エル建設株式会社
- エスリード住宅流通株式会社
- エムティジェネックス株式会社 （子会社・ジャスダック）
- 森トラスト・アセットマネジメント株式会社
- 城山熱供給株式会社
- 株式会社アズマックス
- MTアドテック株式会社

### 現在の持分法適用関連会社
- 株式会社ロイヤルホテル - 2006年4月から
- 森トラストリート投資法人（東京証券取引所・不動産投資信託（REIT）証券市場）

## 主な保有物件
- 新橋27MTビル（1973年竣工）
- 虎ノ門34MTビル（1979年竣工）
- メソニック38MTビル（1981年竣工）
- メソニック39MTビル（1983年竣工）
- 虎ノ門40MTビル（1982年竣工、2001年改装）
- 三田43MTビル（1983年竣工）
- 神谷町MTビル（1993年竣工）
- 丸の内トラストタワー
- 京橋トラストタワー
- 仙台トラストタワー
- 東京汐留ビルディング（2005年竣工）
- 御殿山トラストシティ（旧・御殿山ヒルズ→御殿山ガーデン）
- 城山ガーデン（1991年竣工、旧・城山ヒルズ）
- 虎ノ門2丁目タワー（1999年竣工）
- 東京ワールドゲート（2020年竣工）
- 東京ワールドゲート赤坂
  - 赤坂トラストタワー（2024年竣工）
  - ATT EAST（1992年竣工、旧・赤坂ツインタワーATT新館）
- コートヤード・バイ・マリオット 新大阪ステーション（2015年11月開業、大阪市淀川区）
- リーガロイヤルホテル京都（2023年5月30日取得）
- フェアフィールド・バイ・マリオット大阪難波（2024年1月30日取得、大阪市浪速区）[11]

### かつての保有物件
- 日産自動車本社ビル新館（「銀座MTRビル」に改称後売却、現・野村不動産銀座ビル）
- 虎ノ門45MTビル（株式会社地下鉄ビルデイング＜東京メトロの完全子会社。現・東京メトロ都市開発＞に売却され、現・メトロシティ神谷町）
- 虎ノ門19MTビル（解体され、跡地には第3虎の門電気ビルディングが建設される）
- 赤坂ツインタワー本館・東館（解体され、跡地に東京ワールドゲート赤坂を整備中）